# Aidia yunnanensis
Aidia yunnanensis är en måreväxtart som först beskrevs av John Hutchinson, och fick sitt nu gällande namn av Takasi Takashi Yamazaki. Aidia yunnanensis ingår i släktet Aidia och familjen måreväxter. Inga underarter finns listade i Catalogue of Life.